# Gedőudvar
Gedőudvar (szlovénül: Ocinje, németül: Gintzendorf, Gintzenhof, horvátul: Gucina, vendül Oucinje) falu a Muravidéken, Szlovéniában.  Közigazgatásilag Szarvaslakhoz tartozik.

## Fekvése
Muraszombattól 32 km-re, Felsőlendvától 7 km-re északnyugatra a Vendvidéki-dombság a Goričko területén az osztrák határ mellett az Olsinc-patak partján fekszik.

## Története
A települést 1365-ben "Poss. Werzenhof" alakban említik először. 1366-ban "Wechenhof prope rivulum Olsinch" néven szerepel oklevélben Felsőlendva várának tartozéka volt. A Széchy család birtoka volt, akik Felsőlendva várát a hozzá tartozó 73 faluval, köztük Gedőudvarral együtt 1365-ben kapták I. Lajos magyar királytól Éleskő és Miskolc uradalmáért, valamint a Szent Péter és Pál apostolok tiszteletére létesült tapolcai apátság kegyuraságáért cserébe. A Széchy család fiágának kihalása után 1685-ban Felsőlendva új birtokosa Nádasdy Ferenc, Széchy Katalin férje lett. Ezután az uradalommal együtt egészen a 19. század második feléig a Nádasdyaké.
Fényes Elek szerint "Güczenhof, német falu, Vas vmegyében, a lendvai uradalomban, 228 kath. lak. Ut. p. Radkersburg."
Vas vármegye monográfiája szerint "Gedőudvar, stájer határszéli község; lakosai németajkúak, r. kath. és ág. ev. vallásúak. Házszám 47, lélekszám 297. Postája Szarvaslak, távírója Szt-Gotthárd. A Nádasdyak voltak a földesurai ."
1910-ben  315, túlnyomórészt német lakosa volt. A trianoni békeszerződésig Vas vármegye Muraszombati járásához tartozott. 1919-ben  a Szerb–Horvát–Szlovén Királysághoz csatolták, mely 1929-ben a Jugoszlávia nevet vette fel. 1941-ben a Német Birodalomhoz (Reichsgau Steiermark) került, majd 1945 után véglegesen Jugoszlávia része lett. Német lakóit a partizánok elüldözték. 1991-ben, Szlovénia függetlenségének kikiáltása óta Szlovénia része. 2002-ben 60 lakója volt.